# Florentino Ximenes da Costa
Florentino Ximenes da Costa (* 10. Mai 1977 in Baguia, Baucau, Osttimor), Kampfname Sinarai, ist ein osttimoresischer Politiker. Er ist Mitglied der FRETILIN.
Bei den Parlamentswahlen 2023 trat Costa auf Platz 17 der Wahlliste der FRETILIN an und gewann einen Sitz im Parlament. Im 6. Nationalparlament Osttimors ist Costa Mitglied des Ausschusses für Öffentliche Finanzen (Kommission C).